# Mulazzano
Mulazzano (lombardul: Mülassàn) település Olaszországban, Lombardia régióban, Lodi megyében. Lakosainak száma 5784 fő (2023. január 1.). Mulazzano Cervignano d’Adda, Galgagnano, Montanaso Lombardo, Tavazzano con Villavesco, Zelo Buon Persico, Casalmaiocco, Dresano, Paullo és Tribiano községekkel határos.

## Népesség
A település lakossága az elmúlt években az alábbi módon változott:
| Lakosok száma | 5736 | 5773 | 5784 |
|               | 2017 | 2018 | 2023 |